# Lacanobia humeralis
Lacanobia humeralis là một loài bướm đêm trong họ Noctuidae.